# Biocosmisme
Le biocosmisme est une orientation de la philosophie et de la littérature russe des années 1920, au début du XXe siècle, dont les fondements et les objectifs étaient la conquête du maximum de liberté de l'individu dans ses actes jusqu'à la liberté de déplacement dans le cosmos, la diffusion de l'influence de l'activité humaine dans l'ensemble de l'univers, l'acquisition de l'immortalité physique, la capacité de contrôler et de transformer l'univers, de gérer le temps, de ressusciter les morts, etc. Il s'agit d'un courant dérivé du cosmisme et associé à l'anarchisme.

## Histoire
Les fondateurs du biocosmisme étaient Alexandre Aguienko (pseudonyme : А. Sviatogor) et Alexandre Iaroslavski. Le début de ce courant s'est concrétisé par la création de deux groupes littéraires de jeunes artistes et poètes de Moscou en décembre 1920 dans le cadre de la section panrusse de l'anarcho-universalisme d'Abba Gordin. En 1921, Sviatogor et P. Ivanitski, dans l'article intitulé Biocosmisme, écrivaient : « Toute l'histoire qui a précédé des premières manifestations organiques de la vie sur terre jusqu'aux bouleversements de ces dernières années, c'est une époque. Mais c'est une époque de la mort et de petites choses. Nous commençons une grande ère d'immortalité et d'infini ».
Le 29 décembre 1921, A. Sviatogor et ses partisans ont signé un manifeste, déclarant que la mission de l'anarcho-universalisme était terminée et dissolvant toutes les organisations anarcho-universalistes dissidentes. Ils espéraient que les tenants de l'anarcho-universalisme reconnaîtraient le biocosmisme. Les adeptes de Sviatogor ont organisé leur association Les créateurs des biocosmistes russes et moscovites. Bien que les biocosmistes continuaient à se considérer comme des anarchistes, Sviatogor soulignait la nécessité de s'entendre avec les soviets, déclarant que le pouvoir lui-même disparaîtrait à mesure que le révolution l'emporterait.
À partir de 1922, les biocosmistes ont commencé à publier des revues appelées Biocosmistes (à Moscou avec comme rédacteur A. Aguienko) et Immortalité (à Petrograd, le rédacteur est A. Iaroslavski). Ces revues présentaient des articles sur le biocosmisme, un choix de poèmes et de récits de science-fiction. 
Des cercles biocosmistes existaient également à Irkoutsk, Omsk, Kiev, Pskov.
En 1922, le groupe de Petrograd dirigé par Iaroslavski s'est séparé de l'organisation. Il a organisé des soirées et des conférences sur la régénération, l'eugénisme, le rajeunissement, la biostase. Mais en novembre 1922, la revue Immortalité dirigée par Iaroslavski a été fermée sur décision du pouvoir exécutif de Petrograd sous l'inculpation de pornographie.
Sviatogor a organisé en novembre 1922, ensemble avec l'évêque de Penza Johanniki, l'Église du Travail libre. Cette église proclamait que Christ par sa résurrection avait annoncé l'immortalité et la vie dans l'univers. Mais en 1923, Sviatogor a rompu avec cette église et est même devenu membre de la Ligue des militants athées d'URSS.